# Ghazaouet
Ghazaouet är en ort i Algeriet.   Den ligger i provinsen Tlemcen, i den nordvästra delen av landet, 500 km väster om huvudstaden Alger. Ghazaouet ligger 9 meter över havet och antalet invånare är 33 774.
Terrängen runt Ghazaouet är huvudsakligen kuperad, men den allra närmaste omgivningen är platt. Havet är nära Ghazaouet åt nordväst. Runt Ghazaouet är det ganska tätbefolkat, med 96 invånare per kvadratkilometer. Närmaste större samhälle är Nedroma, 13,9 km sydost om Ghazaouet. Trakten runt Ghazaouet består till största delen av jordbruksmark.